# Арборетум у дворі райвиконкому
Арборе́тум в дворі́ райвиконко́му — парк-пам'ятка садово-паркового мистецтва місцевого значення в Україні. Об'єкт Природно-заповідного фонду Закарпатської області. 
Розташований на території Ужгородського району Закарпатської області, в центрі смт Великий Березний (біля будинку колишньої районної адміністрації). 
Площа 0,25 га. Статус отриманий згідно з рішенням облвиконкому від 18.11.1969 року № 414 та рішенням облвиконкому від 25.06.1972 року № 243. Перебуває у віданні Великоберезнянської селищної ради. 
Статус надано для збереження скверу, де зростають цінні декоративні деревні та кущові види: тюльпанове дерево, магнолія, ялівець віргінський тощо.